# Брайон Олександр Володимирович
Брайон Олександр Володимирович (*11 грудня 1936, м. Чуднів, Житомирська область — †10 травня 2003, м. Київ) — кандидат біологічних наук, професор Київського національного університету ім. Тараса Шевченка.

## Коротка біографія
- 1959 — закінчив біологічний факультет Київського національного університету ім. Тараса Шевченка. Працював у Ботанічному саду ім. академіка Фоміна молодшим науковим співробітником[1].
- 1961 — співробітник лабораторії фотосинтезу.
- З 1967 — асистент кафедри фізіології рослин Київського національного університету ім. Тараса Шевченка
- 1968 — кандидатська дисертація за темою «Флуоресцентно-микроскопическое исследование некоторых физиологических свойств тканей и клеток многолетних растений»[2].
- З 1973 — доцент кафедри фізіології рослин Київського національного університету ім. Тараса Шевченка
- З 1990 — професор кафедри фізіології рослин Київського національного університету ім. Тараса Шевченка. Виконував обов'язки заступника завідувача кафедри фізіології та екології рослин.

Викладав нормативні курси: «Анатомія рослин», «Фізіологія рослин», ряд спецкурсів. Член Вченої ради факультету, Вчений секретар спеціалізованої ради Київського національного університету ім. Тараса Шевченка по захисту дисертацій зі спеціальності «Фізіологія рослин» та «Екологія»., експерт ДКНТ, член методичної комісії МОН України.

## Нагороди
- 1997 — лауреат премії ім. Тараса Шевченка Київського національного університету ім. Тараса Шевченка
- 1999 — лауреат премії ім. М. Г. Холодного НАН України.

## Основні праці
Автор 276 наукових праць. Серед них:
- Анатомія рослин. К., 1981, 1992;
- Фізіологія рослин. Практикум. К.,1995;
- Морфологія рослин з основами анатомії та цитоембріології. К.,1998;
- Фізіологія рослин для допитливих. Стежина в зелений світ. К., 2003;
- Экология. Охрана природы: Справочное пособие. К.,1987; Екологія, охорона природи: Словник-довідник. К.,2002.